# سد سجنان
سدّ سَجْنَان سدّ تونسي يقع على وادي سجنان بولاية بنزرت، شمال شرقي قرية سوق الجمعة.

### مواضيع ذات علاقة
- وادي سجنان.